# Comté de Benton (Indiana)
Pour les articles homonymes, voir Comté de Benton.
Le comté de Benton (anglais : Benton County) est un des comtés de l'État de l'Indiana. Le chef-lieu de comté est situé à Fowler.

## Comtés adjacents
- Comté de Tippecanoe,

## Villes
- Chase, une ville virtuellement éteinte située dans le comté de Benton,
- Boswell,